# 戈亞縣

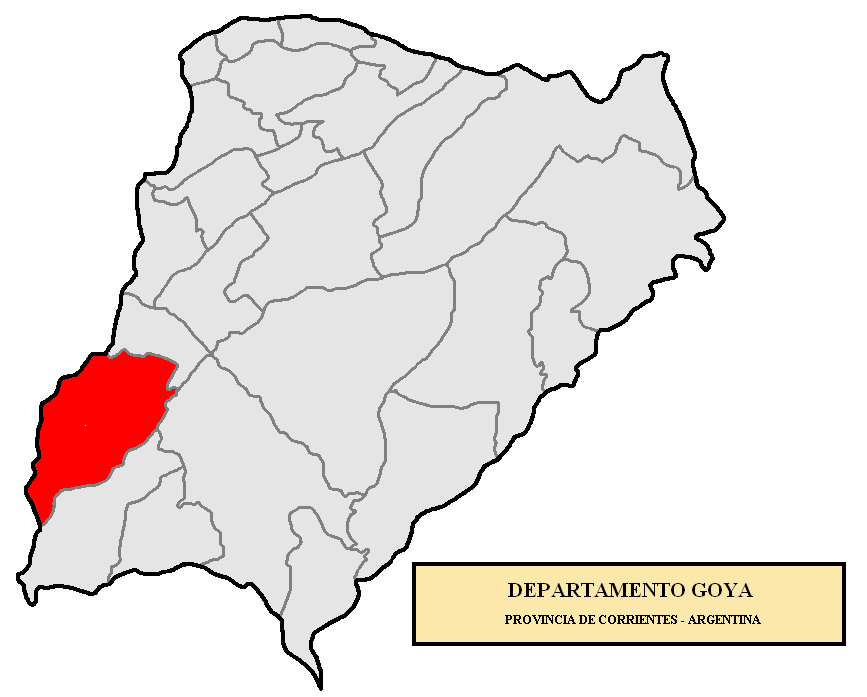

29°09′S 59°15′W / 29.150°S 59.250°W
戈亞縣（西班牙語：Departamento Goya），是阿根廷的縣份，位於該國北部科連特斯省，首府設於戈亞，面積4,678平方公里，該地區的地震活動頻繁和低強度，2010年人口87,872，人口密度每平方公里0.02人。